# Puttichai Kasetsin
Puttichai Kasetsin (tiếng Thái: พุฒิชัย เกษตรสิน, phiên âm: Bút-thi-chai Ca-sét-sin, sinh ngày 3 tháng 7 năm 1986) còn có nghệ danh là Push (พุฒ), là một diễn viên, người mẫu, DJ và người dẫn chương trình người Thái Lan. Anh được biết đến qua các bộ phim Bắt lấy thiên thần (2014), Ảo mộng (2014), Cô vịt xấu xí (2015), Sự quyến rũ xấu xa (2015), Siêu sao siêu xịt (2015), Chỉ vì yêu em (2016), Chàng hoàng tử trong mơ (2016), Chuyện chàng vệ sĩ và nàng siêu sao (2017), Chiếc lá cuốn bay (2019)...

## Tiểu sử và học vấn
Puttichai sinh ngày 3 tháng 7 năm 1986 tại huyện Damnoen Saduak, tỉnh Ratchaburi, Thái Lan. Anh là con trai thứ 4 trong gia đình có 6 con trai. Gia đình anh từng làm nông nghiệp ở tỉnh Ratchaburi.
Puttichai tốt nghiệp tiểu học trường Wantha Maria Ratchaburi, sau đó tốt nghiệp cấp 2 và cấp 3 trường Prasartratprachakit. Anh tốt nghiệp ngành Nghệ thuật Truyền thông tại trường Đại học Rajabhat Suan Dusit.

## Sự nghiệp

### Khởi đầu
Trước khi trở thành một ngôi sao trẻ với hàng triệu người hâm mộ, Push từng tự nhận mình là một người nhút nhát khi còn nhỏ. Anh quyết định tự thay đổi bản thân bằng cách theo học tại Đại học truyền thông Rajabhat Suan Dusit.
Nam diễn viên từng chia sẻ, thời điểm anh lên Bangkok học đại học chính là khoảng thời gian khó khăn nhất trong cuộc đời anh. Khi đó anh vừa phải đi học vừa phải đi làm thêm. Push cũng đã từng chỉ kiếm được 25 bath một giờ với việc đi soát vé tại rạp chiếu phim, ngoài ra anh còn đi gỡ và dán poster để kiếm sống và theo đuổi ước mơ làm DJ. Theo như anh chia sẻ với báo chí đó là vì bản thân mình sinh ra trong một gia đình bình thường, ngày xưa đi học rất vất vả. Có quãng thời gian, mỗi ngày bố mẹ chỉ cho anh 20 bath tiền ăn ở trường và tiền đi xe. Anh chàng thi thoảng phải nhịn cơm trưa để có tiền mua đồ dùng học tập. Vì thế ngay khi có thu nhập cơ bản hơn những người khác một chút, anh muốn được đóng góp cho cộng đồng. Trong chương trình Root Rongrien (Xe bus học sinh), Push đã chia sẻ hình ảnh gia đình mình. Anh tâm sự, rất không muốn để bố mẹ mình xuất hiện vì sợ sẽ trở thành mục tiêu của truyền thông. Anh muốn bố mẹ mình có một cuộc sống bình yên. Push chia sẻ hai người rất mộc mạc chân thành, không có xuất thân cao quý, cách nói chuyện cũng chân chất.
Ngoài ra, Push cũng có rất nhiều bí mật hài hước, anh chia sẻ bản thân rất thích tập gym, nhưng tập xong thì lại ăn rất nhiều nên đã bị huấn luyện viên giận mất 1 tháng mới quay lại tập cho anh. Push cũng sợ nước mắm, lý do là bởi lúc học lớp 10, đã có lần anh bị nước mắm đổ vào người, tắm mãi không sạch, từ đó anh không thích mùi nước mắm. Nhưng ăn "Kuoi Tiếu" (phở) thì phải có nước mắm.
Lần đầu tiên khi được nhận làm DJ, Push đã vô cùng sung sướng đồng ý luôn bất chấp thời gian của chương trình là từ 2 - 5 giờ sáng. Dẫu biết có thể chẳng có khán giả nào nghe mình nói nhưng Push vẫn rất hào hứng. Sau đó anh được đổi thời gian là từ 8 giờ tối đến 12 giờ. Bên cạnh khuôn mặt đẹp trai không góc chết, thậm chí không có một bức hình xấu, tính cách thân thiện đáng mến cũng là lý do cực lớn khiến người hâm mộ của anh ngày càng đông đảo. Push cũng đã từng công khai việc anh phẫu thuật thẩm mỹ, anh cho biết chỉ sửa lại mí mắt một chút để đổi vận và khiến anh cảm thấy tự tin hơn. Điều làm các đồng nghiệp nhớ đến anh nhiều nhất sau mỗi lần cộng tác chính là tinh thần trách nhiệm của anh. Có rất nhiều ngôi sao cũng đều đi lên từ khó khăn, nhưng Push được đánh giá cao bởi tính cách hài hước, thân thiện của mình dù đã trở thành sao.
Từng thừa nhận ban đầu anh bị chỉ trích vì diễn xuất có phần gượng gạo của mình nhưng nhờ sự kiên trì rèn luyện, Push ngày càng khẳng định được khả năng và cái duyên khi đóng phim.

### 2010–2013: Bắt đầu sự nghiệp
Push bắt đầu sự nghiệp từ một DJ cho Chill FM 89. Sự nghiệp diễn xuất của anh bắt đầu bằng một vai diễn nhỏ trong sitcom Koo Rak Tang Kua. Sau đó anh nhận được một số vai diễn khác trong một vài bộ phim của đài CH3. Cách dẫn chuyện hóm hỉnh của nam diễn viên rất được yêu thích và nhờ vậy anh chàng đã nhận được giải thưởng Đạo diễn chương trình xuất sắc tại Lễ trao giải Nataraja.

### 2014–nay: Một bước trở thành siêu sao
Push được biết đến nhiều sau khi tham gia bộ phim Bắt lấy thiên thần với nữ diễn viên Wannarot Sonthichai. Đây là vai chính đầu tiên của Push. Kể từ sau khi bộ phim Bắt lấy thiên thần được phát sóng, Push liên tục có tên trong bảng xếp hạng top 5 mỹ nam Thái Lan. Bộ phim cũng được đánh giá là top 10 phim hay nhất xứ sở chùa Vàng năm 2014, cặp đôi Push - Vill trong phim cũng trở thành một trong những cặp đôi đẹp nhất màn ảnh và được yêu cầu tái hợp liên tục.
Năm 2015, 5 bộ phim của Push tham gia đều gây tiếng vang lớn ở Thái Lan và cả Việt Nam. Từ một DJ ít tiếng tăm, Push đã trở thành một trong những diễn viên được yêu thích nhất tại Thái Lan. Không được đào tạo chuyên nghiệp về diễn xuất, nhưng Push hóa thân rất tự nhiên vào nhân vật của mình. Một anh chàng P'nek với trái tim ấm áp trong Bắt lấy thiên thần rất khác với gã tỷ phú khó tính Kongpop trong Sự quyến rũ xấu xa, hay cậu chủ điển trai Rattawee trong Ảo mộng. Mỗi vai diễn của Push đều gây ấn tượng mạnh với khán giả. Vậy nên dù cho 5 bộ phim của anh đều cùng phát sóng, người hâm mộ vẫn cảm thấy thích thú.
Push còn gây ấn tượng với vai diễn trong các phim Chàng hoàng tử trong mơ (U-Prince: Handsome Cowboy), Cô vịt xấu xí (Ugly Duckling: Perfect Match), Siêu sao siêu xịt (I Wanna Be Sup'tar), Ảo mộng (Fun Fueng)... Đặc biệt, Push đã tạo ra một trào lưu "Anh Suae" trong giới trẻ Thái Lan sau khi bộ phim Cô vịt xấu xí (Ugly Duckling Series) do anh thủ vai chính được phát sóng. Push cũng là nghệ sĩ Thái Lan đầu tiên trở về trường cấp 3 đã từng học để gây quỹ học bổng sau khi anh thành danh.
Với sự xuất hiện dày đặc của anh tại Việt Nam, anh là một trong những ngôi sao Thái Lan có lượng Fanpage của Việt Nam theo dõi cao nhất.
Vào ngày 19/05/2018, anh sang TP.HCM để có cơ hội giao lưu với fan hâm mộ Việt.

## Đời tư
Mặc dù có tin đồn tình cảm với nhiều cô gái xinh đẹp, nhưng người thực sự đang chiếm giữ trái tim của anh chàng hào hoa Push Puttichai chính là cô nàng Warattaya Nilkuha, bạn diễn trong phim Ảo mộng. Mặc dù bị người hâm mộ phản đối, vì so với nhiều bạn diễn của Push, Jooy bị đánh giá là kém xinh đẹp và nổi bật hơn, ngoài ra cô cũng hơn bạn trai của mình 3 tuổi. Tuy nhiên, nam diễn viên luôn khẳng định Jooy chính là niềm hạnh phúc của mình, và cả hai người cảm thấy thoải mái khi ở bên cạnh nhau. Khi được hỏi về bạn gái, Push dùng nhiều mỹ từ để ca ngợi cô, không chỉ là người phụ nữ hiểu anh, có tính cách thú vị và khá tương đồng, Jooy còn là một cô gái nhân hậu, hài hước. Cả hai cũng biết được sự phản đối của fan nhưng luôn động viên, cùng suy nghĩ tích cực và ủng hộ nhau. Cả trong công việc và cuộc sống, khán giả đều bắt gặp hình ảnh Push dịu dàng chăm sóc cho bạn gái. Cũng trong sinh nhật tuổi 33 của Jooy, anh chàng tiếp tục phát biểu: "Người con gái ngay bên cạnh tôi lúc này, tôi cảm nhận được cô ấy đúng là nửa kia của mình. Có thể tôi không phải một người hoàn hảo 100%, nhưng từ giờ trở đi tôi sẽ cố gắng để trở thành một người hoàn hảo với cô gái này, hơn 100% và sẽ chăm sóc cô gái này thay mọi người".
Ngày 21/09/2018, Push vui mừng chia sẻ lên Instagram sau màn cầu hôn thành công tại Iceland như sau: "Cầu hôn một cách chính thức. Từ giấc mơ, ngày hôm nay còn hơn cả giấc mơ. Giấc mơ ấy đã trở thành hiện thực. Người mà anh tìm kiếm không ai khác ngoài em. Anh yêu em Jooy." Anh chàng vẫn không quên nhắc tới bộ phim Ảo mộng, bộ phim đầu tiên cả hai đóng chung. Từ trong phim bước ra ngoài đời thực. Nếu trong phim là hai nhân vật Wee và Montra thì ngoài đời thực chính là Push và Jooy. Một cái kết đẹp cả trong phim lẫn thực tế dành cho cặp đôi này. Niềm vui của cả hai như được nhân lên gấp đôi khi nhận được sự chúc mừng, chúc phúc từ rất nhiều bạn bè trong nghề cũng như người hâm mộ khắp châu Á. Những dòng bình luận của mọi người để lại trên bài đăng của Push và Jooy cho thấy được sự quan tâm và yêu mến họ từ rất nhiều người.
Ngày 16/11/2018, họ tổ chức đám cưới và chính thức về chung một nhà với nhau.

## Các phim đã tham gia

### Phim điện ảnh
| Năm  | Tên gốc      | Tên tiếng Việt | Vai  |
| ---- | ------------ | -------------- | ---- |
| 2013 | Love low fat |                | Ice  |
| 2022 | Side Seeing  |                | Park |

### Phim truyền hình
| Năm  | Tên gốc               | Tên tiếng Việt                                      | Vai                                | Đóng với                                                | Đài             | Kênh chiếu tại VN     |
| ---- | --------------------- | --------------------------------------------------- | ---------------------------------- | ------------------------------------------------------- | --------------- | --------------------- |
| 2012 | Jud Nut Pop 2         |                                                     | Burapha Tharathip / "Bu"           |                                                         | CH3             |                       |
| 2012 | Waew Mayura           | Tiểu thư bướng bỉnh                                 | Wongsakorn (khách mời)             |                                                         | CH3             |                       |
| 2013 | Love Balloon          |                                                     | Mork                               |                                                         | Bang Channel    |                       |
| 2014 | Leh Nangfah           | Bắt lấy thiên thần / Nụ hôn định mệnh               | Teepob                             | Wannarot Sonthichai                                     | CH5             | TVStar - SCTV11       |
| 2014 | Fun Feung             | Ảo mộng                                             | Rattawee Indharasuwan / "Wee"      | Warattaya Nilkuha                                       | One 31          | VTV8                  |
| 2015 | Roy Leh Sanae Rai     | Sự quyến rũ xấu xa                                  | Kongpop Pattaratanasarn            | Pantila Pansirithanachote                               | One 31          | TVStar - SCTV11       |
| 2015 | I Wanna Be Sup'Tar    | Siêu sao siêu xịt                                   | Win Pakorn                         | Ramita Mahapreukpong                                    | GMM 25          |                       |
| 2016 | Puer Tur              | Chỉ vì yêu em                                       | Chanon Thammapitak                 | Esther Supreeleela                                      | One 31          | TVStar - SCTV11       |
| 2017 | Game Maya             | Chuyện chàng vệ sĩ và nàng siêu sao                 | Gun                                | Warattaya Nilkuha                                       | One 31          |                       |
| 2017 | Stairway to Stardom   | Nghịch tập chi tinh đồ thôi xán                     | Đoạn Thừa Hiên                     | Tống Dật                                                | QQLive          |                       |
| 2017 | Waen Dok Mai          | Nhẫn hoa tình yêu                                   | Laising / "Singh"                  | Ramita Mahapreukpong                                    | GMM 25          |                       |
| 2018 | Songkram Nak Pun      | Cuộc chiến Producer / Cuộc chiến của những ngôi sao | Tankhun Budsayakurn (Tan)          | Namthip Jongrachatawiboon & Anchasa Mongkhonsamai       | One 31          | VTC1                  |
| 2019 | Bai Mai Tee Plid Plew | Chiếc lá cuốn bay                                   | Chatchawee Thilayotsakun - Siriwat | Pimchanok Leuwisedpaiboon & Pataratida Patcharawirapong | One 31          | HTV7                  |
| 2019 | Songkram Nak Pun 2    | Cuộc chiến Producer 2 / Chị đẹp đại chiến           | Tankhun Budsayakurn (Tan)          | Anchasa Mongkhonsamai                                   | One 31          | Phim Mới Online       |
| 2021 | Boss & Me             | Sam Sam tới rồi (bản Thái)                          | Payu                               | Sushar Manaying                                         | GMM 25, MangoTV |                       |
| 2022 | You're my heartbeat   | Mùa hè của hồ ly (bản Thái) / Phép thử con tim      | Sira                               | Davika Hoorne                                           | PPTV            | SCTV6 - FIM360 / VTV3 |
| 2022 | Dong Dok Mai          | Rừng hoa rực lửa                                    | Phongdanai                         | Savika Chaiyadej & Pimprapa Tangprabhaporn              | One 31          | TodayTV               |
| 2023 | Tee Sood Kong Huajai  | Chạm tới con tim                                    | Guerkhun                           | Patricia Tanchanok Good                                 | CH3             |                       |
| 2023 | Patiharn Ruk          | Kỳ tích tình yêu                                    | Pawee                              | Fonthip Watcharatrakul                                  | PPTV            |                       |
| 2023 | Kaen                  | TBA                                                 | Annop                              |                                                         | CH3             |                       |

### Series
| Năm  | Tên gốc                                                             | Tên tiếng Việt                                           | Vai                            | Đài     | Kênh chiếu tại VN |
| ---- | ------------------------------------------------------------------- | -------------------------------------------------------- | ------------------------------ | ------- | ----------------- |
| 2011 | Koo Rak Tang Kua                                                    |                                                          | Assawin                        |         |                   |
| 2012 | Club Friday The Series 1: Ex-boyfriend                              |                                                          | Nott                           | One 31  |                   |
| 2013 | Love On Air: Mai Bauk Rak...Tae Rak Mark                            |                                                          | Push                           |         |                   |
| 2013 | Forward: The Series                                                 |                                                          | Nathi                          | MCOT HD |                   |
| 2015 | Club Friday The Series 6: Changed                                   | Tình yêu không có lỗi: Sai vì người đã đổi thay          | Tor                            | GMM 25  | TVStar - SCTV11   |
| 2015 | Ugly Duckling Series: Perfect Match                                 | Cô vịt xấu xí 1: Cặp đôi hoàn hảo                        | Suea / Leo                     | GMM 25  |                   |
| 2015 | Ugly Duckling Series: Pity Girl                                     | Cô vịt xấu xí 2: Nàng cá vàng                            | Suea / Leo (khách mời tập 1)   | GMM 25  |                   |
| 2015 | Love Flight                                                         | Tình yêu nơi chân trời                                   | Nueamek                        | GMM 25  |                   |
| 2016 | U-Prince Series: The Handsome Cowboy                                | Chàng hoàng tử trong mơ: Chàng cao bồi đẹp trai          | Sibtis                         | GMM 25  |                   |
| 2016 | Club Friday To Be Continued: She Changed                            | Tình yêu không có lỗi: Sai vì người đã đổi thay (phần 2) | Tor                            | GMM 25  | TVStar - SCTV11   |
| 2016 | Little Big Dream                                                    | Giấc mơ cao cả                                           | Park Sinkaset                  | One 31  |                   |
| 2017 | U-Prince Series: The Crazy Artist                                   | Chàng hoàng tử trong mơ                                  | Sibtis                         |         |                   |
| 2017 | Teenage Mom: The Series                                             | Tình yêu ngỗ nghịch                                      | DJ Putt (khách mời)            | GMM 25  |                   |
| 2017 | My Dear Loser Series: Monster Romance                               | Ác quỷ học yêu                                           | Tonkla / Ton (khách mời tập 5) | GMM 25  |                   |
| 2017 | My Dear Loser Series: Happy Ever After                              | Hạnh phúc mãi về sau                                     | Tonkla / Ton                   | GMM 25  |                   |
| 2018 | Happy Birthday                                                      | Ngày sinh ngày tử                                        | Teerapol Roetprasoet / "Tee"   | GMM 25  |                   |
| 2018 | Club Friday The Series 10: Rak Rai                                  | Tình yêu xấu xa / Tình không màu                         | Pat                            | GMM 25  |                   |
| 2021 | Club Friday The Series - Love Seasons Celebration: Unhappy Birthday | Sinh nhật bất hạnh                                       | Keua                           | One 31  |                   |

## Âm nhạc
- "คำถามซึ่งไร้คนตอบ" เพลงประกอบซีรีส์ Ugly Duckling รักนะเป็ดโง่ ตอน Perfect Match แฟนฉัน! รับประกันความเพอร์เฟ็กต์
- "แสนล้านนาที" เพลงประกอบละคร I Wanna Be Sup'Tar
- "เธอยัง" เพลงประกอบซีรีส์ Love Flight
- "ไม่อยากเป็นของใคร" เพลงประกอบละคร Waen Dok Mai với Ramita Mahapreukpong

## Phát thanh viên / DJ
- Chill FM 89
- DJ คลื่น ฮอต 91.5 ไลฟ์แอนด์แชร์
- อีเอฟเอ็ม 104.5

## Quảng cáo
- เอไอเอส
- Land & Houses
- จีเอสเอ็ม
- บราเดอร์
- SALZ với Chutavuth Pattarakampol
- Yamaha FINO
- โยเกิร์ตดัชชี่ với Janie Tienphosuwan
- Yuki
- โออิชิ
- Karmart
- บะหมี่มาม่า
- C-Vitt
- SALZ ยาสีฟัน với Supassara Thanachat
- Nissan Note 2017

## Giải thưởng và đề cử
| Năm  | Giải thưởng | Hạng mục                | Kết quả   | Ref.   |
| ---- | --- | ----------------------- | --------- | ------ |
| 2015 | Hamburger Award | Rising star of the year | Đoạt giải | [ 10 ] |
| 2015 | Seventeen Award | Hot guy of the year     | Đoạt giải | [ 10 ] |
| 2015 | 1st Attitude Anniversary Award                                                                                         | Best Actor              | Đoạt giải | [ 11 ] |
| 2015 | Thailand Headlines Person of The Year Awards                                                                           | Person of the Year      | Đoạt giải | [ 12 ] |
| 2016 | Kazz Awards | Rising Actor            | Đoạt giải | [ 13 ] |
| 2016 | MThai Top Talk-About                                                                                                   | Top Talk-About Actor    | Đoạt giải | [ 14 ] |
| 2018 | 9th Awarding Ceremony to Artists, Entertainment Stars, and Social Media Collaborating in the Smoking Cessation Program | Popular Star            | Đoạt giải | [ 15 ] |